# George Cavendish-Bentinck
Pour les articles homonymes, voir Cavendish-Bentinck.
George Cavendish-Bentinck (né le 9 juillet 1821 et mort le 9 avril 1891) est un homme politique conservateur britannique élu à la Chambre des communes de 1859 à 1891.

## Biographie
Il est le petit-fils du troisième duc de Portland William Cavendish-Bentinck. Il est le grand-père de Victor Cavendish-Bentinck le dernier duc de Portland et de Mark Sykes (des Accords Sykes-Picot). Après ses études à la Westminster School puis au Trinity College (Cambridge), il sert un an aux Grenadier Guards (1840-1841). Il devient ensuite juge de paix pour les Cumberland et Dorset.
Il est élu au Parlement à partir de 1859. Il entre au gouvernement de Benjamin Disraeli au Board of Trade (1874-1875) avant d'être Judge Advocate General de 1875 à 1880. En 1875, il entre au Privy Council et devient trustee du British Museum.
En 1885, il est un des plus farouches opposants à W. T. Stead lors de la campagne de presse dite du « The Maiden Tribute of Modern Babylon ».